# Bradshaw, Nebraska
Bradshaw är en ort i York County i delstaten Nebraska, USA.